# Estação Progress

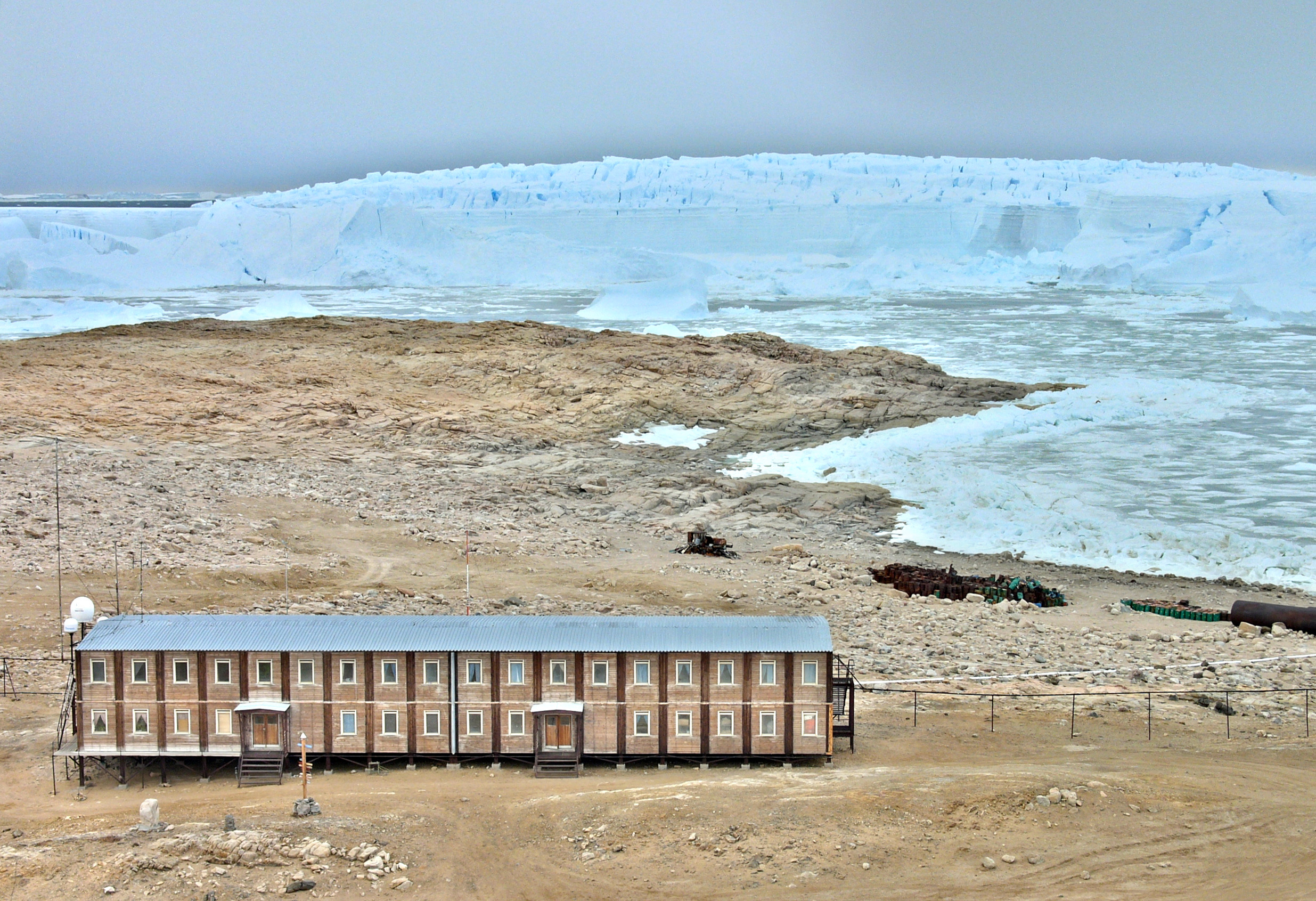
Prédio central da Estação Progress no verão de 2007

A Progress (em russo:  Прогресс) (em português:  Progresso) é uma estação de pesquisa russa (outrora soviética) na Antártica. É localizada no oásis antártico das Colinas Larsemann no litoral da Baía Prydz.
A estação foi fundada pela 33a. Expedição Antártica Soviética em 1 de abril de 1988 e foi movida para outro lugar em 26 de fevereiro de 1989. Em 2000, o trabalho foi temporariamente pausado mas reabriu em 2003.
Um campo de aviação está localizado próximo à estação para conexão aérea com outras estações. De 1998 - 2001 o trabalho foi feito movendo-se os aparelhos de transporte da Estação Mirny para a Progress.
Em 2004 o trabalho começou em uma instalação que opera o ano todo na estação. Em 4 de outubro de 2008, um incêndio atingiu o canteiro de obras resultando na morte de um operário e em dois feridos. O incêndio resultou na perda total da nova estrutura, tanto quanto danificou as comunicações da estação e o equipamento científico.